# ローラ・ソーン
ローラ・ソーン（ルクセンブルク語: Laura Thorn、2000年1月18日 - ）は、ルクセンブルクのマルチプレヤー歌手と音楽教師。ユーロビジョン・ソング・コンテスト2025のルクセンブルクを「La poupée monte le son」という曲で代表した。

## 来歴
ローラ・ソーンは8歳の頃から音楽活動を始め、ソルフェージュ、ピアノ、チェロ、ダンスなどを学んだ。当初はクラシック音楽に専念していたが、後にベルギーのナミュールにある音楽・教育高等研究所（フランス語: Institut supérieur de musique et de pédagogie）に進学し、音楽理論、音楽教育学、現代声楽を専攻する修士課程を修了した。
2024年9月より、ルクセンブルクのエシュ＝シュル＝アルゼット音楽院（仏: Conservatoire de musique d’Esch-sur-Alzette）にて音楽の教師として勤め始めた。同年、かつての師の推薦により、パリ在住の作曲家ジュリアン・サルヴィアと作詞家リュドヴィク＝アレクサンドル・ヴィダルから声がかかり、フランス・ギャルの楽曲「夢見るシャンソン人形」へのオマージュとして制作された「La poupée monte le son」の歌唱を担当することとなった。
2024年11月18日にRTLルクセンブルクはソーンが「ルクセンブルク・ソング・コンテスト2025」への出場者の一人であることを発表して、翌12月19日には新しい「La poupée monte le son」曲が正式に発表された。

### ユーロビジョン
2025年1月25日にエシュ＝シュル＝アルゼットのロックホールで行われた国内選考では、7組中6番目に登場。国際審査員票では1位、視聴者投票では2位（ただし商業的な人気ではトップ）を獲得し、最終的に優勝。これにより、同年にスイス・バーゼルで開催されたユーロビジョン・ソング・コンテストへのルクセンブルク代表となった。
2025年5月15日の準決勝第2回では決勝進出を果たし、5月17日のグランドファイナルでは26か国中から47ポイントを得て22位となった。

## 人物
ソーンはルクセンブルク語とフランス語を母国語とし、英語とドイツ語も流暢に話せる。

## 音楽性
ソーンの音楽スタイルはソウルミュージック、ジャズ、キャバレー、そして第二の趣味であるミュージカル・コメディからインスピレーションを得ている。

## ディスコグラフィー

### シングル
- 2024 – La poupée monte le son